# Papyrus 14
Papyrus 14 (nach Gregory-Aland mit Sigel {\displaystyle {\mathfrak {P}}}14 bezeichnet, nach v. Soden α 1036) ist eine frühe griechische Abschrift des Neuen Testaments. Dieses Papyrusmanuskript des 1. Korinterbriefes enthält die Abschnitte 1. Kor 1,25–27; 2,6–8; 3,8–10,20. Mittels Paläographie wurde es auf das 5. Jahrhundert datiert.
Der griechische Text dieses Kodex repräsentiert den Alexandrinischen Texttyp. Aland ordnete ihn in Kategorie II ein.
Die Handschrift wurde im Katharinenkloster am Berg Sinai von James Rendel Harris entdeckt. Es wird zurzeit im Katharinenkloster (Harris 14) am Sinai aufbewahrt.